# هرمان لانجه
هرمان لانجه (بالألمانية: Hermann Lange)‏ هو كاهن كاثوليكي ألماني، ولد في 16 أبريل 1912 في لير في ألمانيا، وتوفي في 10 نوفمبر 1943 في هامبورغ في ألمانيا بسبب مقصلة.